# Bruce Elmegreen
Bruce Gordon Elmegreen (né le 24 février 1950) est un astronome américain.

## Biographie
Elmegreen est né à Milwaukee et obtient son baccalauréat en 1971 de l'Université du Wisconsin à Madison et son doctorat en 1975 de l'Université de Princeton en astrophysique sous Lyman Spitzer. De 1975 à 1978, il est Junior Fellow à l'Université Harvard. De 1978 à 1984, il est professeur adjoint à l'Université Columbia. À partir de 1984, il est employé chez IBM pour effectuer des recherches au Thomas J. Watson Research Center,.
Ses recherches portent sur le gaz interstellaire avec un accent sur la formation d'étoiles dans les nébuleuses gazeuses et la structure à grande échelle des galaxies spirales. À l'aide de simulations de modèles informatiques, il prouve l'existence d'ondes stationnaires dans les galaxies spirales,.
Depuis 1976, il est marié à l'astronome Debra Elmegreen (née en 1952), qui est professeur au Vassar College. En 2013, ils rédigent ensemble un article, "The Onset of Spiral Structure in the Universe", publié dans l'Astrophysical Journal. 
En 2001, Elmegreen reçoit le prix Dannie Heineman d'astrophysique. En 2020, il est élu Legacy Fellow de l'American Astronomical Society. L'astéroïde (28364) Bruceelmegreen, découvert par des astronomes avec le projet LONEOS en 1999, est nommé en son honneur. La citation de nommage est publiée par le groupe de travail Nomenclature des petits corps de l'AIU le 15 octobre 2021.  